# Bombeo eólico

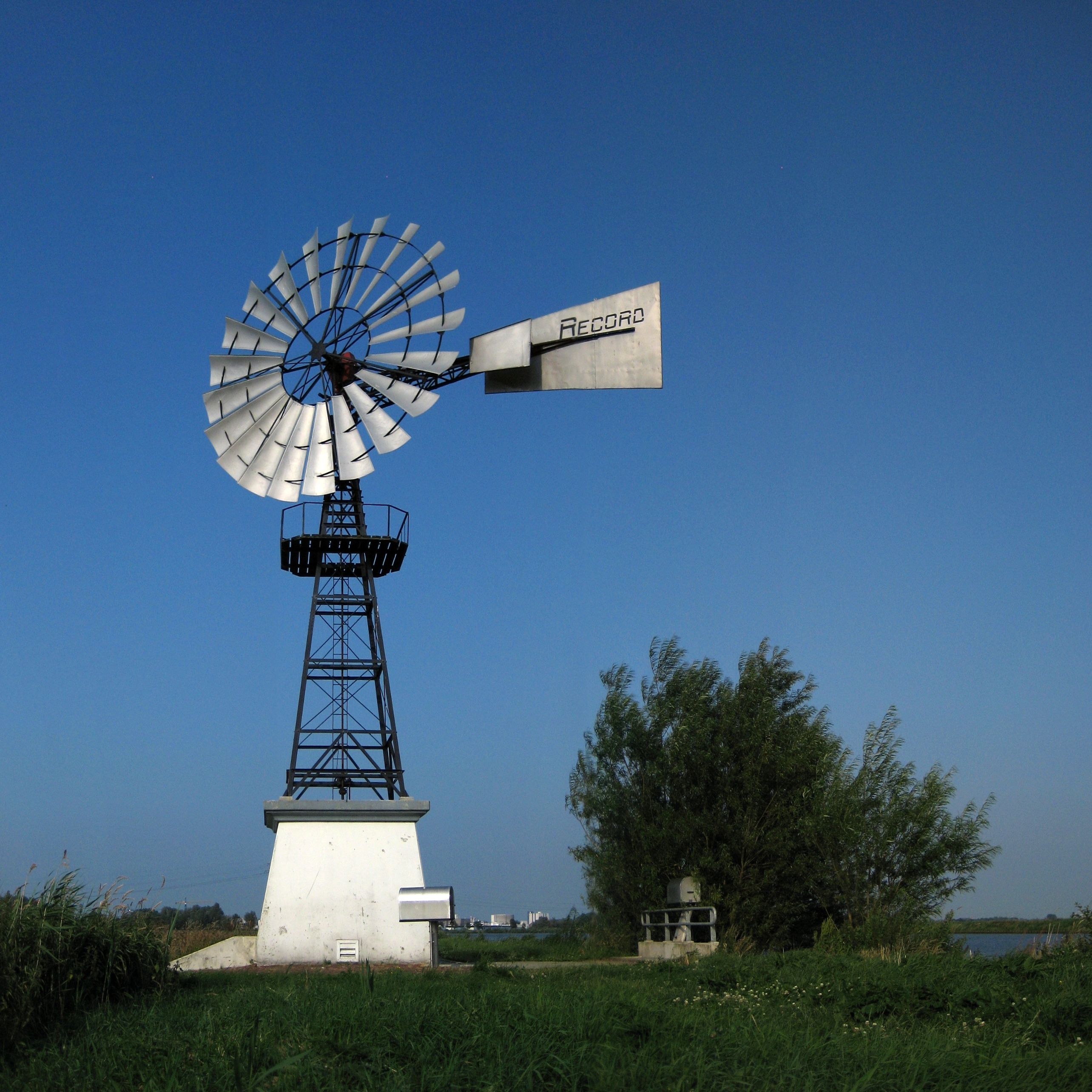
Bomba de agua eólica en la provincia neerlandesa de Groninga.

Un sistema de bombeo eólico es un mecanismo de bombeo que funciona accionado por la fuerza del viento. En general son utilizados a pequeña escala, para abastecer de agua potable a comunidades rurales, o en pequeños sistemas de riego.

## Tipos de bombas eólicas

### Aerogenerador con trasmisión neumática
El molino de viento acciona un compresor de aire. El bombeo de agua se realiza por medio de un elevador de aire comprimido. Este tipo de aerogenerador le permite estar instalado a una cierta distancia del pozo. Otra ventaja de este tipo de bomba es que no tiene ninguna pieza en movimiento dentro del pozo.

### Aerogenerador con trasmisión rotativa
El rotor transmite su energía por medios mecánicos su movimiento de rotación a una bomba rotativa, por ejemplo a una bomba centrífuga o a una bomba de tornillo. Ambos casos son utilizados para volúmenes grandes y para desniveles pequeños.

### Aerogenerador accionando un generador eléctrico
Los generadores eólicos de electricidad son utilizados algunas veces para accionar electrobombas hidráulicas, sin necesidad de estar conectadas a la red. Caso la conexión a la red exista, solo deberá ser usada en ausencia de viento suficiente. Este tipo de transmisión también da libertad para colocar el molino de viento en la mejor posición, independientemente del lugar donde se encuentra el pozo.

### Aerogenerador con transmisión hidráulica
Se han desarrollado varias experiencias con transmisión hidráulica, Generalmente se utiliza el agua como fluido motor.

## Energía necesaria
Para el caso de las bombas eólicas, la potencia necesaria se expresa en m4/día o Wh/día. Para determinar los m4/día necesarios se multiplica: el volumen diario necesario (m³/día), por la altura total en metros a que se debe elevar el agua.

## Vida útil
La vida útil de una bomba de tipo eólico se estima entre 10 y 15 años.

## Comparación de costos
La presente comparación de costos es indicativa, y está presentada en forma relativa, con la finalidad de mostrar rangos de valores en que es conveniente cada sistema de bombeo. Se han tomado como referencia costos medios, para bombeos superiores a 10.000 m³/día (equivalente, para un desnivel de 10 metros a un caudal de 23 L/s).
Como se puede ver el costo de los bombeos con energía eólica crecen exponencialmente en la medida en que se reduce la velocidad media anual del viento.
| Sistema de bombeo        | Costo comparado al Bombeo con velocidad media del viento de 6 m/s |
| ------------------------ | ----------------------------------------------------------------- |
| Viento 6 m/s (21,6 km/h) | 1,00 (base)                                                       |
| Viento 4 m/s (14,4 km/h) | 3,60                                                              |
| Viento 3 m/s (10,8 km/h) | 8,00                                                              |
| Viento 2 m/s (7,2 km/h)  | 24,00                                                             |
| Diésel                   | 1,60 - 2.10                                                       |
| Queroseno o gasolina     | 2,50 - 4.0                                                        |